# Olga Fyodorovna Berggolts
Olga Fyodorovna Berggolts (tiếng Nga: О́льга Фёдоровна Берго́льц) (sinh ngày 16 tháng 5 năm 1910, mất ngày 13 tháng 11 năm 1975) là nữ nhà thơ, nhà văn Liên Xô. Bà nổi tiếng nhất với những tác phẩm sáng tác trong thời kỳ Leningrad bị bao vây.

## Tiểu sử

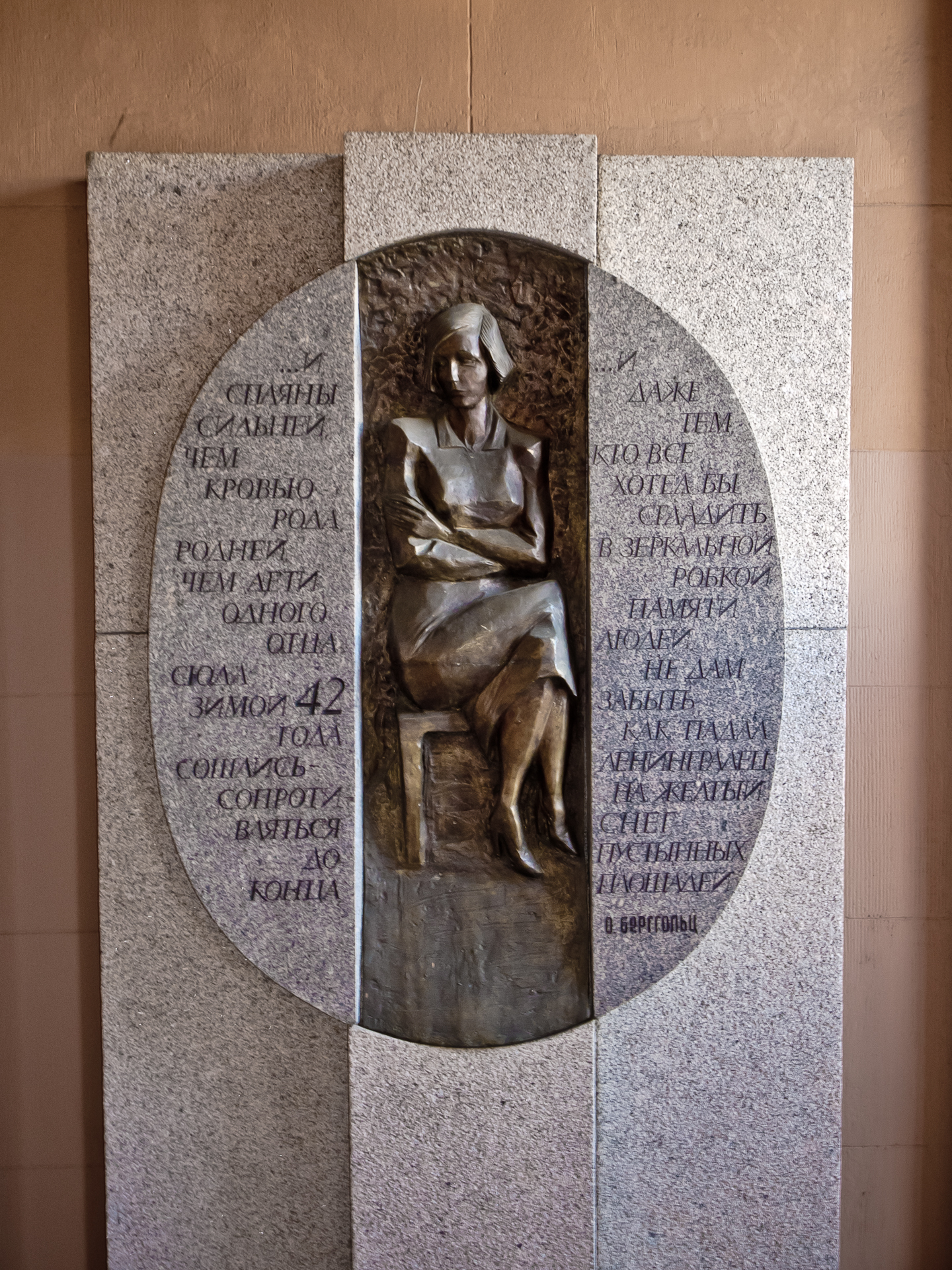
Tượng Olga Berggolts ở Nhà đài Leningrad

Olga Berggolts sinh năm 1910 tại Sankt-Peterburg. Những năm 1920 khi còn học ở trường phổ thông, Berggolts đã tham gia nhóm Смена và làm quen với Boris Kornilov, hai người làm đám cưới năm 1926. Năm 1930, sau khi tốt nghiệp khoa ngữ văn Đại học Leningrad, Olga Berggolts đi Kazakhstan làm phóng viên của báo Советская степь (Thảo nguyên Xô Viết) rồi trở về Leningrad làm biên tập ở một số tờ báo và xuất bản các cuốn: Годы штурма (Những năm xung kích, ký), Ночь в Новом мире (Đêm trong thế giới mới, tập truyện) và tập thơ Стихотворения (Thơ). Từ đây thơ của Olga Berggol bắt đầu được chú ý. Cũng trong giai đoạn này bà ly dị Kornilov và cưới Nikolay Molchanov.
Cuối thập niên 1930, Berggolts liên tục gặp bi kịch trong cuộc sống. Hai con gái của bà là Irina và Maya lần lượt qua đời. Năm 1938 đến lượt Boris Kornilov bị kết án nhầm và bị xử bắn trong giai đoạn cuộc Đại thanh trừng, bản thân Olga Berggolts cũng bị bắt giam vì liên hệ với "kẻ thù của nhân dân". Năm 1939 bà được trả tự do.
Trong suốt 900 ngày Leningrad bị bao vây, Olga Berggolts ở lại thành phố quê hương, bà làm việc ở đài phát thanh, hàng ngày kêu gọi người Leningrad dũng cảm bảo vệ thành phố thân yêu của mình. Thời gian này bà viết những trường ca nổi tiếng về những người bảo vệ thành phố Leningrad: Февральский дневник (Nhật ký tháng hai) và Ленинградскую поэму (Trường ca Leningrad). Olga Berggolts có câu nói nổi tiếng được khắc trên bức tường của nghĩa trang Liệt sĩ Leningrad: 
"Никто не забыт и ничто не забыто" (Không ai bị lãng quên, không điều gì bị lãng quên).
Ngày 20-2-1949 Olga Berggolts chính thức hóa quan hệ vợ chồng với nhà ngôn ngữ học Georgi Makogonenko (1912-1986), mặc dù trước đó, ngay từ năm 1942, họ đã chung sống dưới một mái nhà.
Olga Berggolts mất ngày 13 tháng 11 năm 1975 ở Leningrad, bà được chôn cất tại Nghĩa trang Literatorskie Mostki. Bà được tặng thưởng Huân chương Lênin và nhiều loại huân chương khác. Một con phố ở Sankt-Peterburg ngày nay cũng được lấy theo tên bà.

## Tác phẩm
- Глубинка (Độ sâu, 1932), ký

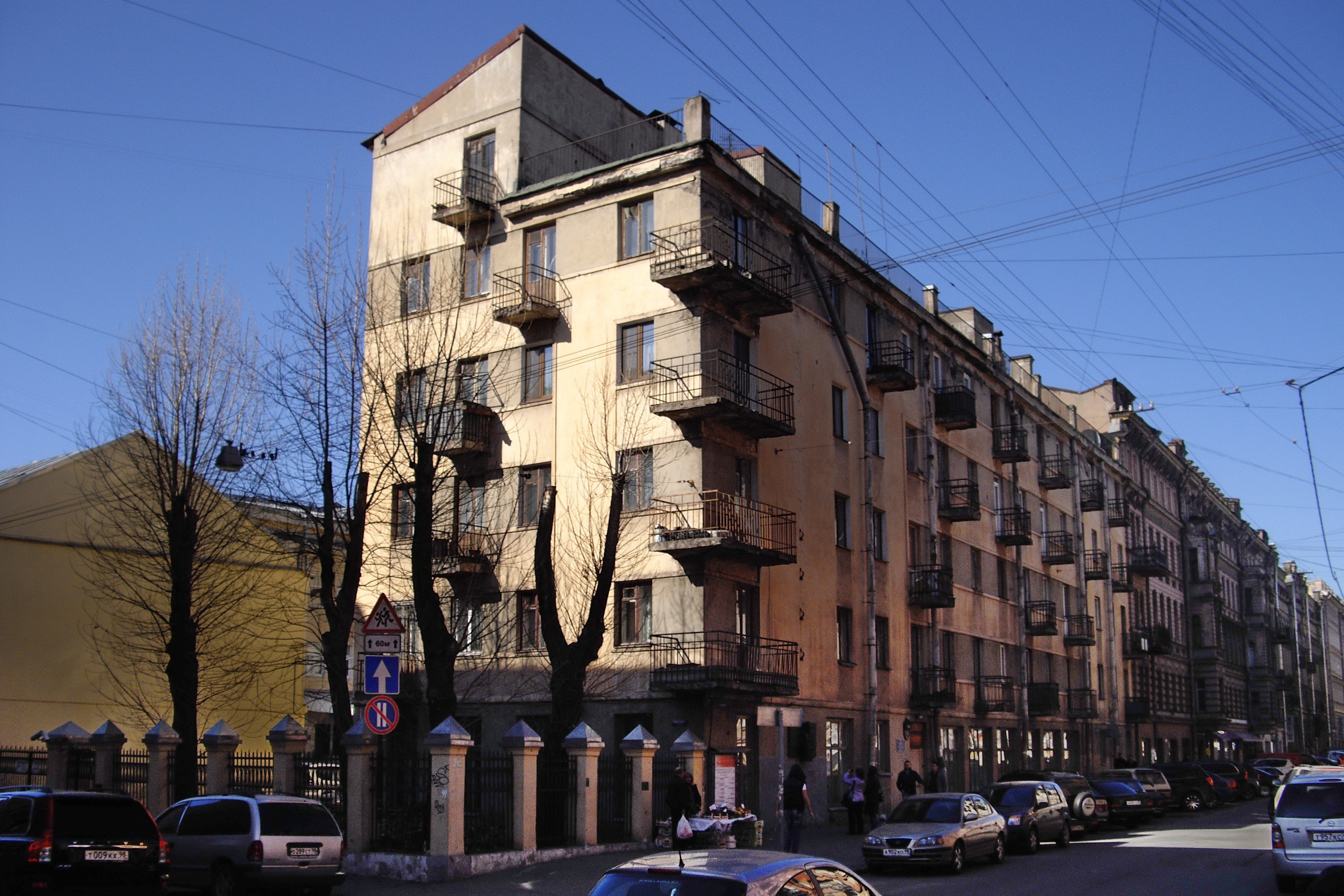
Nhà số 7 phố Rubinshteina (Nước mắt của Chủ nghĩa Xã hội - слеза социализма), nơi Olga từng sống

- Годы штурма (Những năm xung kích), ký;
- Ночь в Новом мире (Đêm trong thế giới mới, 1935), truyện
- Журналисты (Nhà báo, 1934), truyện
- Зерна (Ngũ cốc, 1935), thơ
- Стихотворения, (Thơ, 1934)
- Книга песен (Cuốn sách những bài ca, 1936)
- Февральский дневник (Nhật ký tháng hai, 1942), trường ca
- Ленинградская поэма (Trường ca Leningrad, 1942), trường ca
- Памяти защитников, (Ký ức những người bảo vệ, 1944), ký
- Ленинградская тетрадь (Cuốn vở ghi chép Leningrad, 1942
- Первороссийск (Pervorossiysk, 1950), trường ca – giải thưởng Nhà nước Liên Xô 1951.
- Они жили в Ленинграде (Họ đã sống ở Leningrad, 1944), kịch
- У нас на земле (Trên đất của ta, 1947),
- Верность (Lòng chung thủy, 1954), bi kịch

## Một vài bài thơ
| Здесь лежат ленинградцы Здесь лежат ленинградцы. Здесь горожане - мужчины, женщины, дети. Рядом с ними солдаты-красноармейцы. Всею жизнью своею Они защищали тебя, Ленинград, Колыбель революции. Их имен благородных мы здесь перечислить не сможем, Так их много под вечной охраной гранита. Но знай, внимающий этим камням: Никто не забыт и ничто не забыто. В город ломились враги, в броню и железо одеты, но с армией вместе встали рабочие, школьники, учителя, ополченцы. И все, как один, сказали они: «Скорее смерть испугается нас, чем мы смерти». Не забыта голодная, лютая, темная зима сорок первого — сорок второго, ни свирепость обстрелов, ни ужас бомбежек в сорок третьем, Вся земля городская пробита. Ни одной вашей жизни, товарищи, не позабыто. Под непрерывным огнем с неба, с земли и с воды подвиг свой ежедневный вы свершали достойно и просто, и вместе с отчизной своей вы все одержали победу. Так пусть же пред жизнью бессмертною вашей на этом печально-торжественном поле вечно склоняет знамена народ благодарный, Родина-мать и город-герой Ленинград. Я сердце свое никогда не щадила Я сердце свое никогда не щадила: ни в песне, ни в дружбе, ни в горе, ни в страсти... Прости меня, милый. Что было, то было Мне горько. И все-таки всё это - счастье. И то, что я страстно, горюче тоскую, и то, что, страшась небывалой напасти, на призрак, на малую тень негодую. Мне страшно... И все-таки всё это - счастье. Пускай эти слезы и это удушье, пусть хлещут упреки, как ветки в ненастье. Страшней - всепрощенье. Страшней - равнодушье. Любовь не прощает. И всё это - счастье. Я знаю теперь, что она убивает, не ждет состраданья, не делится властью. Покуда прекрасна, покуда живая, покуда она не утеха, а - счастье. Романс Брожу по городу и ною безвестной песенки напев... Вот здесь простились мы с тобою, здесь оглянулись, не стерпев. Здесь оглянулись, оступились, почуяв веянье беды. А город полн цветочной пыли, и нежных листьев, и воды. Я всё отдам - пускай смеются, пускай расплата нелегка - за то, чтоб снова оглянуться на уходящего дружка! Песня Мы больше не увидимся — прощай, улыбнись... Скажи, не в обиде ты на быстрые дни?.. Прошли, прошли — не мимо ли, как сквозняки по комнате, как тростниковый стон... ...Не вспомнишь как любимую, не вспомни — как знакомую, а вспомни как сон... Мои шальные песенки, да косы на ветру, к сеновалу лесенку, дрожь поутру... | Không ai bị lãng quên, không điều gì bị lãng quên Nằm ở đây là những người dân Leningrad Những trẻ em, những phụ nữ và những đàn ông Còn bên cạnh họ là những người lính Hồng quân. Họ đã dâng tất cả cuộc đời mình Để bảo vệ thành phố quê hương Cái nôi của cách mạng, thành phố Leningrad. Những cái tên cao quí mà ta không thể nào đếm hết Chúng được bảo vệ muôn đời bởi đá hoa cương Nhưng bạn hãy nhớ rằng – khi nhìn bao phiến đá: Không ai bị lãng quên, không điều gì bị lãng quên. Kẻ thù đã tràn vào thành phố trong áo giáp Nhưng họ đã cùng với quân đội đứng lên Những học sinh, thầy cô giáo, dân quân, công nhân Họ muôn người như một và họ nói rằng: “Cái chết sợ chúng ta hơn là ta sợ chết”. Không thể nào quên được cái mùa đông khắc nghiệt Và đói khát, tối tăm của năm bốn mốt, bốn hai Chẳng sự ác liệt của bao trận pháo kích Hay sự khủng khiếp của những trận mưa bom Năm bốn ba thành phố được khai thông. Không một cuộc đời nào có thể bị lãng quên. Dưới ngọn lửa không ngừng từ mặt đất và mặt nước Và từ bầu trời – chiến công mỗi ngày của mình Các anh chị đã thực hiện một cách giản đơn và xứng đáng Và đã cùng với Tổ quốc của mình Các anh chị em đã giành chiến thắng. Thì xin hãy để cho trước những cuộc đời bất diệt Trên nghĩa trang này – trang trọng và đau thương Chúc cờ xuống muôn thuở để nhân dân biết ơn Mẹ - Tổ quốc và thành phố anh hùng Leningrad. Tình là không tha Con tim mình không bao giờ em thương xót Không trong thơ, trong đau khổ, trong say đắm, tình thân Anh hãy tha thứ cho em. Những gì đã từng Cay đắng lắm. Nhưng đó là hạnh phúc. Và cái điều em đam mê, em buồn khủng khiếp Cái điều này đáng sợ hơn cả bất hạnh đau thương Chỉ cái bóng nhỏ nhoi mà em tức giận vô cùng Thật khủng khiếp. Nhưng đó là hạnh phúc. Cho dù ngạt thở, cho dù nước mắt Dù lời trách cứ xì xào như cành lá khi mưa: Còn kinh hoàng hơn cả tha thứ, hơn cả sự hững hờ. Tình là không tha. Và đó là hạnh phúc. Em vẫn biết rằng giờ tình yêu đang giết Không chờ đợi lòng thương, không chia sẻ quyền hành Nhưng một khi tình tuyệt vời, tình đang sống trong tim Thì tình không phải là trò vui mà tình là hạnh phúc. Romance Em lang thang trên phố khẽ hát lên Một bài ca mà lời không quen lắm Ở nơi này em chia tay với anh Rồi ngoảnh lại nhìn nhau, không chịu đựng. Khi chia tay, ta đã ngoái lại nhìn Cả hai đứa cảm thấy điều bất hạnh. Còn đường phố rắc đầy hoa bụi trắng Và nước, và những chiếc lá dịu dàng. Em trao hết – mặc thiên hạ cười chê Dù nợ nần không dễ dàng trút bỏ Nhưng để được ngoảnh lại nhìn lần nữa Người bạn cũ ngày xưa. Một bài ca Chúng mình sẽ không còn gặp lại nhau Anh hãy mỉm cười, vĩnh biệt… Anh có còn giận hờn chi, không biết Khi ngày tháng qua mau? Ngày tháng đã trôi qua, qua mau Như gió thổi vào nhà trống Như tiếng rì rào của bụi cây lau… … Rồi anh chớ có còn nhớ đến người yêu Chớ có còn nhớ đến người quen biết Mà hãy nhớ về như một giấc chiêm bao… Những bài thơ cuồng dại của em Như mái tóc bờm trong gió Phập phồng như đống cỏ Mỗi buổi sáng rung lên… Bản dịch của Nguyễn Viết Thắng |